# Sameraria glastifolia
Sameraria glastifolia är en korsblommig växtart som först beskrevs av Fisch. och Carl Anton von Meyer, och fick sitt nu gällande namn av Pierre Edmond Boissier. Sameraria glastifolia ingår i släktet Sameraria och familjen korsblommiga växter. Inga underarter finns listade i Catalogue of Life.